# Dylan Minnette
Dylan Christopher Minnette (Evansville, Indiana, 29 de desembre de 1996) és un actor i músic estatunidenc. És conegut pel seu rol de Clay Jensen a la sèrie de 13 Reasons Why, David Stephard a Lost, Rex Britten a la sèrie d'Awake, Anthony a Alexander and the Terrible, Horrible, No Good, Very Bad Day, entre d'altres.
És el fill únic de Robyn i Craig Minette. Es va mudar a Champaign (Illinois), on hi va viure durant 5 anys. Més tard es va mudar a Los Angeles per tal de desenvolupar la seva carrera com a actor. El seu primer rol va ser a un episodi de la sèrie Drake & Josh. Des d'allí, va aparèixer a una pel·lícula originalment de NBC, The Year Without a Santa Claus.